# Úsuší (Kňovice)
Úsuší je malá vesnice, část obce Kňovice v okrese Příbram ve Středočeském kraji. Nachází se asi 1,5 kilometru severně od Kňovic. Je zde evidováno 11 adres. V roce 2011 zde trvale žilo 5 obyvatel.
Úsuší leží v katastrálním území Kňovice o výměře 8,71 km².

## Historie
První písemná zmínka o vesnici pochází z roku 1387.
Za druhé světové války se ves stala součástí vojenského cvičiště Zbraní SS Benešov a její obyvatelé se museli 31. října 1943 vystěhovat.

## Obyvatelstvo
| Rok            | 1869 | 1880 | 1890 | 1900 | 1910 | 1921 | 1930 | 1950 | 1961 | 1970 | 1980 | 1991 | 2001 | 2011 | 2021 |
| -------------- | ---- | ---- | ---- | ---- | ---- | ---- | ---- | ---- | ---- | ---- | ---- | ---- | ---- | ---- | ---- |
| Počet obyvatel | 29   | 29   | 35   | 37   | 36   | 41   | 27   | 19   | 17   | 12   | 19   | 14   | 7    | 5    | 2    |
| Počet domů     | 5    | 5    | 5    | 5    | 5    | 5    | 5    | 8    | 8    | 3    | 4    | 4    | 4    | 5    | 4    |

## Obecní správa
Při sčítání lidu v letech 1850–1987 Úsuší bylo osadou obce Kňovice, se kterým patřilo nejprve do okresu Sedlčany, ale od roku 1960 v okrese Příbram. Od 1. ledna 1988 do 30. června 1990 bylo částí města Sedlčany v okrese Příbram. Od 1. července 1990 je opět částí obce Kňovice v okrese Příbram.

## Galerie

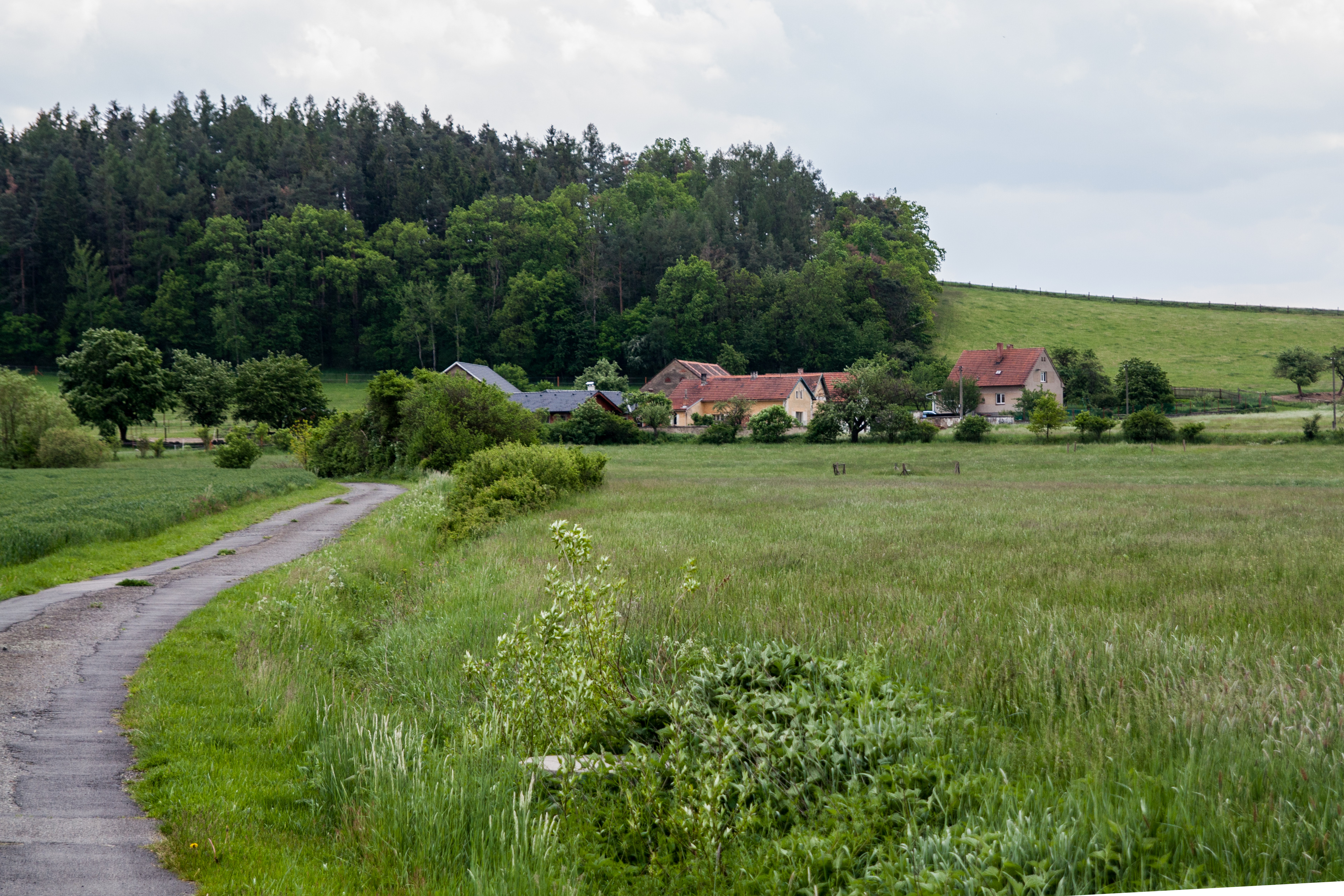
Pohled zdáli
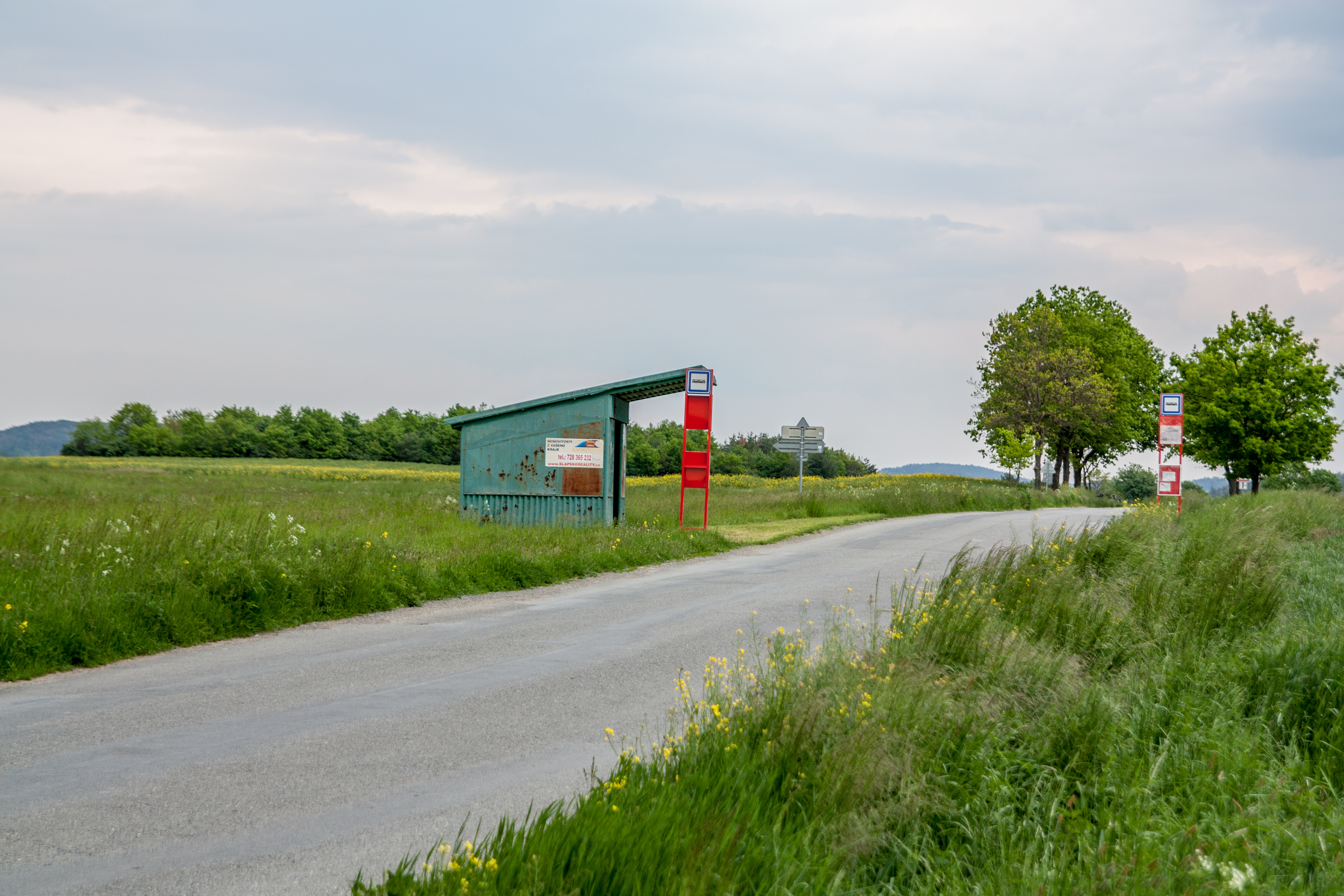
Autobusová zastávka
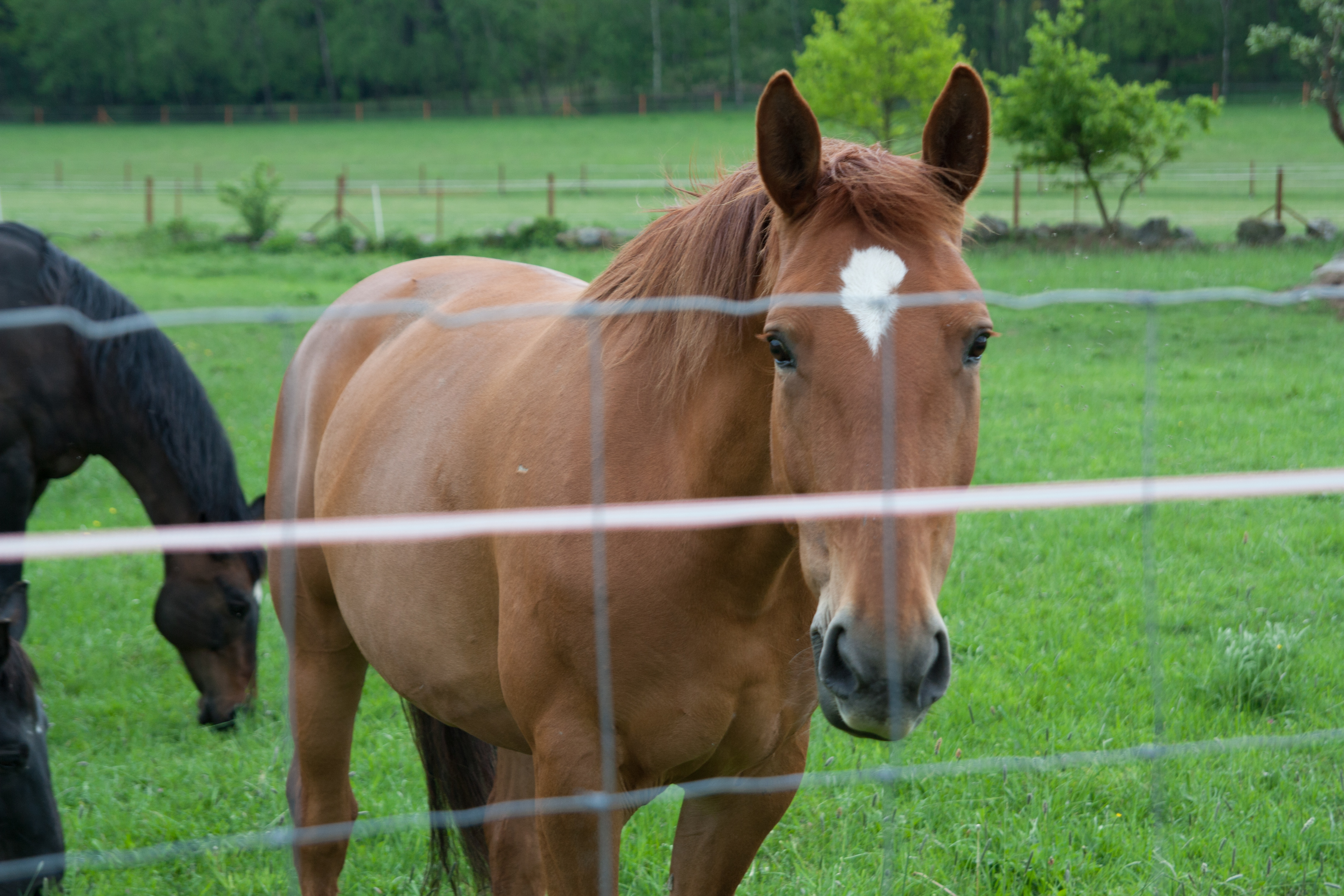
Koně ve výběhu